# Amerikanskt judasträd
Amerikanskt judasträd (Cercis canadensis) art i familjen ärtväxter som förekommer naturligt i centrala och östra USA och söderut till Mexiko. Arten odlas ibland som trädgårdsväxt i sydligaste Sverige.

## Underarter
Arten är mångformig med tre underarter som kan urskiljas.
- subsp. canadensis - Har tunna, vanligen spetsiga blad, om rundade så är de mer än 7 cm långa. Förekommer i östra Nordamerika.
- subsp. mexicana - är mindre och än mer anpassad till torra platser än subsp. textensis och har än mer vågiga bladkanter. Räknas ibland in under subsp. texensis. Förekommer i Texas och nordöstra Mexiko.
- subsp. texensis - är mindre och mer tolktolerant än huvudunderarten. Bladen är läderartade, har vanligen rundad spets vågiga kanter. Är bladen spetsiga blir de aldrig längre än 7 cm. Förekommer i Oklahoma, Texas och nordöstra Mexiko.

## Sorter
Inom trädgårdsodlingen förekommer ett flertal sorter:
- 'Alba' (syn. var. alba) - (subsp. canadensis) har vita blommor. Frökonstant. Säljs ibland felaktigt som 'Texas White'.
- 'Ace of Hearts' - (subsp. canadensis) - kompakt sort som blir cirka 3 m hög. Ljust purpurrosa blommor.
- 'Appalachian Red' - har djupt purpurröda knoppar som slår ut till klart rosa blommor. Blir cirka 6–10 m hög.
- 'Cascading Hearts' - (subsp. canadensis) har hängande grenar och mindre blad än arten i övrigt. 2–4 m hög.
- 'Convey' (syn. 'Lavender Twist') - (subsp. canadensis) har förvridna, hängande grenar och purpurrosa blommor. Blir cirka 1,5 m hög eller högre om den binds upp.
- 'Dwarf White' - blir endast 2,5–3 m hög. Blommorna är vita. Rikblommande.
- 'Flame' (syn. 'Plena') - fylldblommig med purpurrosa blommor. Blommar relativt sent och sätter sällan frukt. Snabbväxande.
- 'Forest Pansy' - (subsp. canadensis) nya blad är purpurröda, de blir senare mer dovt purpur eller purpurgröna. Blommar relativt sent med purpurrosa blommor.
- 'Oklahoma' - (subsp. texensis) mycket rikblommande med mörkt purpur blommor. 4–8 m hög.
- 'Royal White' - har vita blommor. Mer härdig än ‘Alba’, med större blommor som slår ut tidigare.
- 'Silver Cloud' - har vitfläckiga blad och purpurrosa blommor. Föredrar halvskugga.
- 'Tennessee Pink' - har klart rosa blommor. Blir cirka 6 m hög.
- 'Texas White' - är en vitblommig sort av subsp. texensis.
- 'Traveler' - (subsp. texensis) - sorten har hängande grenar, 1,8–2 m hög.
- 'Winthers Pink Charm' - har mjukt rosa blommor utan purpur inslag.

## Synonymer
subsp. canadensis
Cercis canadensis f. alba Rehder = 'Alba'
Cercis canadensis f. glabrifolia Fernald
Cercis canadensis var. alba (Rehder) Bean = 'Alba'
Cercis canadensis var. plena Sudw. = 'Flame'
Cercis canadensis var. pubescens Pursh
Cercis canadensis var. typica M.Hopkins
Cercis dilatata Greene
Cercis ellipsoidea Greene
Cercis georgiana Greene
Siliquastrum canadense (L.) Medik.
Siliquastrum cordatum Moench
subsp. mexicana (Rose) A.E.Murray
Cercis canadensis var. mexicana (Rose) M.Hopkins
Cercis mexicana Rose
subsp. texensis S.Watson) A.E.Murray
Cercis canadensis var. texensis S.Watson) M.Hopkins
Cercis nitida Greene
Cercis occidentalis var. texensis S.Watson
Cercis reniformis Engelm. ex A.Gray
Cercis texensis (S.Watson) Sarg.